# Ragoni Clar
Ragoni Clar (Ragonius Clarus) va ser un militar romà del segle iii.
Va ser prefecte d'Il·líria i la Gàl·lia sota l'emperador Valerià I. S'ha conservat una carta que li va ser dirigida personalment per l'emperador i que reprodueix Trebel·li Pol·lió.